# (21785) Méchain
(21785) Méchain est un astéroïde de la ceinture principale.

## Description
(21785) Méchain est un astéroïde de la ceinture principale. Il fut découvert par Miloš Tichý le 21 septembre 1999 à l'observatoire Klet'. Il présente une orbite caractérisée par un demi-grand axe de 2,78 UA, une excentricité de 0,169 et une inclinaison de 18,63° par rapport à l'écliptique.
Il fut nommé en hommage à l'astronome français Pierre Méchain.

## Compléments